# نوایا زملیا (فیلم)
نوایا زملیا (ارمنی: Новая Земля) یک فیلم روسی است en:Aleksandr Melnik به کارگردانی که در سال ۲۰۰۸ منتشر شد.